# Dancing the Dream
(Michael Jackson durante una simulchat nel 1995)
Dancing the Dream (in italiano Dancing the Dream - Danzando il sogno) è un libro di poesie, poemi e riflessioni scritte dall'artista statunitense Michael Jackson e pubblicato nel 1992. È il secondo e ultimo libro scritto dall'artista, dopo la sua autobiografia Moonwalk del 1988. Il libro è dedicato a sua madre, Katherine, e a Deepak Chopra. La sua introduzione è stata scritta da una cara amica di Jackson per molti anni, l'attrice Elizabeth Taylor. Il libro contiene anche un assortimento di circa 100 fotografie di Jackson (molte all'epoca inedite).
È stato pubblicato da Doubleday il 18 giugno 1992, sette mesi dopo l'uscita dell'album di Jackson Dangerous (1991). È stato ristampato dalla casa editrice inglese Transworld in data 27 luglio 2009, in seguito all'omicidio di Jackson per mano del medico Conrad Murray avvenuto il 25 giugno 2009. In Italia è stato per la prima volta tradotto e pubblicato il 27 giugno 2010 dalla Quantic Publishing, col titolo originale seguito da quello in italiano.

## Contenuti

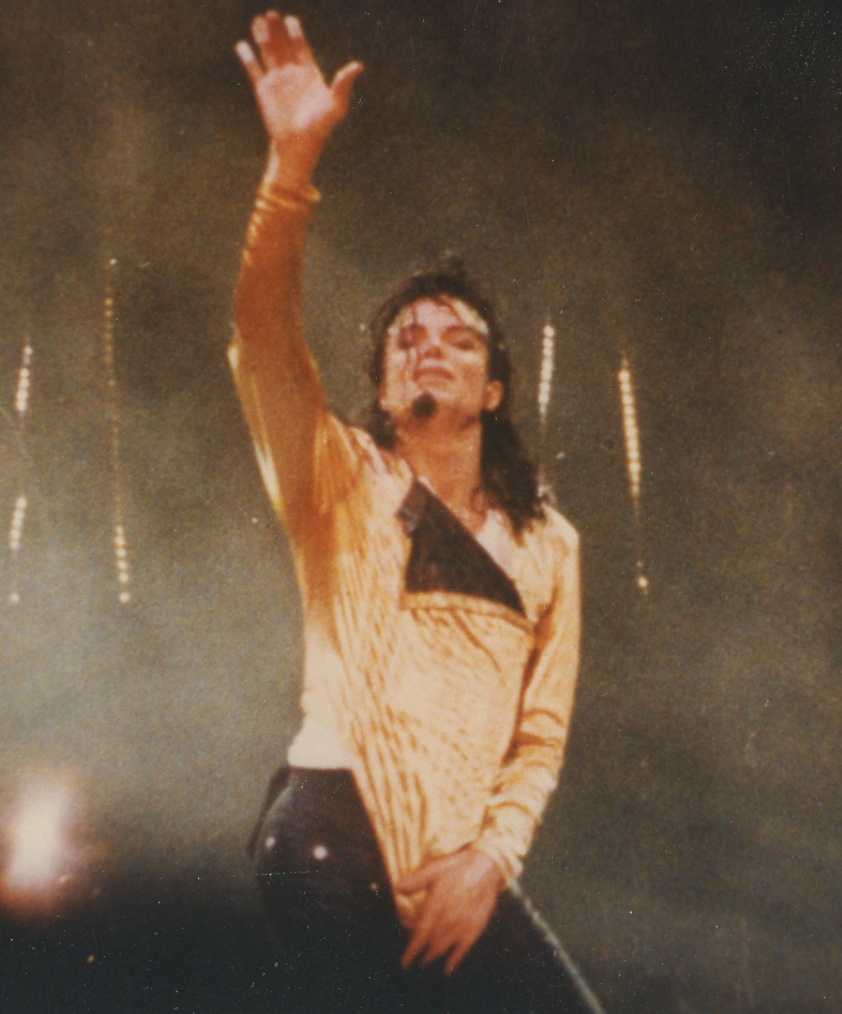
Michael Jackson nel 1992 mentre si esibisce in Human Nature durante il suo Dangerous World Tour.

Il volume è composto da 46 pezzi tra poesie e saggi. I soggetti su cui Jackson scrive maggiormente sono soprattutto i bambini, gli animali e l'ambiente. Per esempio, una specifica poesia intitolata Look Again, Baby Seal (Guarda ancora, cucciolo di foca) promuove l'ambientalismo dove Jackson immagina foche antropomorfe che temono per la sorte di essere uccise dai cacciatori. Un'altra poesia, So the Elephants March (Così marciano gli elefanti) parla degli elefanti che rifiutano di essere uccisi in modo che dalle loro zanne siano fatti pezzi d'avorio. Un terzo pezzo Mother Earth (la Madre Terra) descrive una lotta per far fronte alla scoperta di una piuma di gabbiano coperta di petrolio. Per sottolineare il tema dell'ambientalismo e la necessità di un'azione, Jackson scrive nel saggio: «Abbiamo trattando Madre Terra nel modo in cui alcune persone trattano un appartamento in affitto...», ovvero come se gli uomini in questo mondo fossero solo di passaggio, non pensando a chi verrà dopo di loro.
Jackson scrive anche circa la morte dell'amico Ryan White. La poesia Mother (Madre) è stata scritta per sua madre Katherine, che Jackson amava profondamente. In una strofa Jackson scrive «Non importa dove andrò da qui / Sei nel mio cuore, madre cara». Questa poesia era stata precedentemente pubblicata da sua madre nella sua autobiografia del 1990, My Family, e non era l'unico materiale del libro ad essere apparso altrove: i poemi Dancing the Dream (intitolato The Dance) e  Planet Earth (Pianeta Terra) erano stati infatti inclusi nelle note di copertina del libretto dell'album Dangerous (anche se in versioni ridotte). Inoltre, i testi delle canzoni Will You Be There e Heal the World, sempre contenute in Dangerous, sono stati inclusi nel libro.
Una versione parlata della poesia Planet Earth è stata invece pubblicata sull'album postumo This Is It del 2009, il che ha lasciato intendere che Jackson potrebbe aver registrato una versione audiolibro di Dancing the Dream all'epoca ma che, per qualche ragione, non sia mai stata pubblicata.

### Genesi dell'opera
Tra le esibizioni del suo tour europeo, Michael Jackson concesse una rara intervista ad un giornalista del Chicago Tribune, Glenn Plaskin, per parlargli di come nacque l'idea del libro. Rispondendo al giornalista, il cantante dichiarò:
Il cantante ha spiegato inoltre che non scrisse il libro perché si sentiva un filosofo ma rispose che sentiva di avere uno scopo, così come tutti sulla Terra, e che trovare quello scopo e vivere per esprimerlo era accendere la scintilla della divinità dentro di lui. Jackson disse che non teneva un diario ma che le idee si incubavano nella sua mente. Riguardo ai poemi sui bambini che ha scritto nel libro, Jackson spiegò così la sua fascinazione:
Mentre espresse così i suoi pensieri sui poemi riguardanti il regno animale:

### Poemi e saggi
| Dancing the Dream         | Planet Earth             | Magical Child Part 1   | Wings Without Me      |
| Dance of Life             | When Babies Smile        | But the Heart Said No  | Children of the World |
| So the Elephants March    | The Boy and the Pillow   | Enough for Today       | Mark of the Ancients  |
| Heal the World            | Children                 | Mother                 | Magic                 |
| The Fish That Was Thirsty | Innocence                | Trust                  | Courage               |
| Love                      | God                      | How I Make Music       | Ryan White            |
| The Elusive Shadow        | On Children of the World | Two Birds              | The Last Tear         |
| Ecstasy                   | Berlin 1989              | Mother Earth           | Wise Little Girl      |
| I You We                  | Angel of Light           | I Searched for My Star | A Child Is a Song     |
| Child of Innocence        | Will You Be There        | Magical Child Part 2   | Are You Listening?    |
| Breaking Free             | Once We Were There       | Heaven Is Here         | Quantum Leap          |
| That One in the Mirror    | Look Again, Baby Seal    |                        |                       |

## Accoglienza e critica
Pur non essendo stato un significativo successo commerciale, il libro è stato recensito sempre molto bene con una buona accoglienza e critiche positive.
Nonostante Jackson avesse solo 34 anni alla pubblicazione del libro, il Chicago Tribune lo descrisse come «un libro pieno della saggezza di una vecchia anima sulla vita».
Il sito sololibri.net scrisse: «Attraverso queste pagine si può scoprire l'anima di questo grande artista che ci conduce attraverso brani in prosa e riflessioni sulla vita, l'amore, la natura e i bambini, una visione assoluta e reverenziale nei confronti della vita umana e del rispetto che ad essa si deve portare».
Quanticmagazine.com lo descrisse come «Il Più Grande Testamento Spirituale di Tutti i Tempi» definendolo «una vera e propria delizia per l’anima, un libro che ogni bambino, adolescente e adulto dovrebbe leggere per ricordare ogni giorno che nel nostro cuore brilla una stella luminosa connessa con le altre stelle dell’Universo».